# Eleições legislativas portuguesas de 2019 no distrito de Portalegre
| Eleições legislativas portuguesas de 2019 Distritos: Aveiro \| Beja \| Braga \| Bragança \| Castelo Branco \| Coimbra \| Évora \| Faro \| Guarda \| Leiria \| Lisboa \| Portalegre \| Porto \| Santarém \| Setúbal \| Viana do Castelo \| Vila Real \| Viseu \| Açores \| Madeira \| Estrangeiro |

## Resultados por concelho
Os resultados nos concelhos do Distrito de Portalegre foram os seguintes:

### Alter do Chão
| Partido                 | Partido                                         | Votos | %               | +/-  |
| ----------------------- | ----------------------------------------------- | ----- | --------------- | ---- |
|                         | Partido Socialista                              | 642   | 41,05 / 100,00  | 1,30 |
|                         | Partido Social Democrata                        | 348   | 22,25 / 100,00  | -    |
|                         | CDU - Coligação Democrática Unitária            | 193   | 12,34 / 100,00  | 1,36 |
|                         | Bloco de Esquerda                               | 123   | 7,86 / 100,00   | 1,52 |
|                         | CDS – Partido Popular                           | 91    | 5,82 / 100,00   | -    |
|                         | CHEGA!                                          | 35    | 2,24 / 100,00   | Novo |
|                         | Pessoas–Animais–Natureza                        | 20    | 1,28 / 100,00   | 0,71 |
|                         | Partido Comunista dos Trabalhadores Portugueses | 18    | 1,15 / 100,00   | 0,73 |
|                         | Outros (com menos de 1,00%)                     | 44    | 2,81 / 100,00   |      |
| Votos Inválidos         | Votos Inválidos                                 | 50    | 3,20 / 100,00   | 0,11 |
| Total                   | Total                                           | 1 564 | 100,00 / 100,00 |      |
| Eleitorado/Participação | Eleitorado/Participação                         | 2 739 | 57,10 / 100,00  | 2,98 |

| Freguesia     | %     | %     | %     | %     | %    | %    | %    | %    | Votantes |
| Freguesia     | PS    | PSD   | CDU   | BE    | CDS  | CH   | PAN  | PCTP | Votantes |
| ------------- | ----- | ----- | ----- | ----- | ---- | ---- | ---- | ---- | -------- |
| Alter do Chão | 36,37 | 27,76 | 9,32  | 8,42  | 6,81 | 2,91 | 1,30 | 0,90 | 998      |
| Chancelaria   | 55,29 | 16,83 | 8,65  | 2,88  | 6,73 | 1,44 | 0,96 | 1,44 | 208      |
| Cunheira      | 60,25 | 11,80 | 9,32  | 6,21  | 1,24 | 1,86 | 1,24 | 1,24 | 161      |
| Seda          | 34,01 | 8,63  | 34,01 | 11,68 | 3,55 | 0    | 1,52 | 2,03 | 197      |
| Alter do Chão | 41,05 | 22,25 | 12,34 | 7,86  | 5,82 | 2,24 | 1,28 | 1,15 | 1 564    |

### Arronches
| Partido                 | Partido                                         | Votos | %               | +/-  |
| ----------------------- | ----------------------------------------------- | ----- | --------------- | ---- |
|                         | Partido Socialista                              | 589   | 41,36 / 100,00  | 1,53 |
|                         | Partido Social Democrata                        | 386   | 27,11 / 100,00  | -    |
|                         | CDU - Coligação Democrática Unitária            | 98    | 6,88 / 100,00   | 0,90 |
|                         | Bloco de Esquerda                               | 97    | 6,81 / 100,00   | 0,33 |
|                         | CDS – Partido Popular                           | 72    | 5,06 / 100,00   | -    |
|                         | CHEGA!                                          | 36    | 2,53 / 100,00   | Novo |
|                         | Pessoas–Animais–Natureza                        | 22    | 1,54 / 100,00   | 1,13 |
|                         | Partido Comunista dos Trabalhadores Portugueses | 19    | 1,33 / 100,00   | 0,43 |
|                         | Outros (com menos de 1,00%)                     | 32    | 2,25 / 100,00   |      |
| Votos Inválidos         | Votos Inválidos                                 | 73    | 5,13 / 100,00   | 1,27 |
| Total                   | Total                                           | 1 424 | 100,00 / 100,00 |      |
| Eleitorado/Participação | Eleitorado/Participação                         | 2 561 | 55,60 / 100,00  | 8,43 |

| Freguesia | %     | %     | %    | %    | %    | %    | %    | %    | Votantes |
| Freguesia | PS    | PSD   | CDU  | BE   | CDS  | CH   | PAN  | PCTP | Votantes |
| --------- | ----- | ----- | ---- | ---- | ---- | ---- | ---- | ---- | -------- |
| Assunção  | 38,10 | 28,68 | 7,62 | 5,61 | 6,24 | 2,75 | 1,59 | 1,27 | 945      |
| Esperança | 49,33 | 25,84 | 4,36 | 9,06 | 2,01 | 1,34 | 1,01 | 1,01 | 298      |
| Mosteiros | 45,30 | 20,99 | 7,18 | 9,39 | 3,87 | 3,31 | 2,21 | 2,21 | 181      |
| Arronches | 41,36 | 27,11 | 6,88 | 6,81 | 5,06 | 2,53 | 1,54 | 1,33 | 1 424    |

### Avis
| Partido                 | Partido                                         | Votos | %               | +/-  |
| ----------------------- | ----------------------------------------------- | ----- | --------------- | ---- |
|                         | CDU - Coligação Democrática Unitária            | 859   | 39,12 / 100,00  | 1,09 |
|                         | Partido Socialista                              | 659   | 30,01 / 100,00  | 0,22 |
|                         | Partido Social Democrata                        | 255   | 11,61 / 100,00  | -    |
|                         | Bloco de Esquerda                               | 133   | 6,06 / 100,00   | 0,34 |
|                         | Partido Comunista dos Trabalhadores Portugueses | 39    | 1,78 / 100,00   | 0,08 |
|                         | CHEGA!                                          | 38    | 1,73 / 100,00   | Novo |
|                         | CDS – Partido Popular                           | 36    | 1,64 / 100,00   | -    |
|                         | Pessoas–Animais–Natureza                        | 30    | 1,37 / 100,00   | 0,92 |
|                         | Outros (com menos de 1,00%)                     | 61    | 2,78 / 100,00   |      |
| Votos Inválidos         | Votos Inválidos                                 | 86    | 3,91 / 100,00   | 0,91 |
| Total                   | Total                                           | 2 196 | 100,00 / 100,00 |      |
| Eleitorado/Participação | Eleitorado/Participação                         | 3 486 | 62,99 / 100,00  | 3,65 |

| Freguesia            | %     | %     | %     | %    | %    | %    | %    | %    | Votantes |
| Freguesia            | CDU   | PS    | PSD   | BE   | PCTP | CH   | CDS  | PAN  | Votantes |
| -------------------- | ----- | ----- | ----- | ---- | ---- | ---- | ---- | ---- | -------- |
| Alcórrego e Maranhão | 61,45 | 15,66 | 4,82  | 6,43 | 0,80 | 2,81 | 2,41 | 1,20 | 249      |
| Aldeia Velha         | 49,67 | 20,92 | 13,73 | 3,27 | 1,31 | 3,27 | 1,96 | 0,65 | 153      |
| Avis                 | 32,14 | 32,74 | 10,99 | 7,65 | 1,79 | 1,43 | 1,67 | 2,75 | 837      |
| Benavila e Valongo   | 35,10 | 34,51 | 12,35 | 5,69 | 2,16 | 1,96 | 1,57 | 0,59 | 510      |
| Ervedal              | 40,21 | 30,25 | 16,37 | 3,91 | 3,20 | 1,42 | 1,78 | 0    | 281      |
| Figueira e Barros    | 41,57 | 31,93 | 12,65 | 4,82 | 0    | 0    | 0    | 0    | 166      |
| Avis                 | 39,12 | 30,01 | 11,61 | 6,06 | 1,78 | 1,73 | 1,64 | 1,37 | 2 196    |

### Campo Maior
| Partido                 | Partido                                         | Votos | %               | +/-  |
| ----------------------- | ----------------------------------------------- | ----- | --------------- | ---- |
|                         | Partido Socialista                              | 1 904 | 50,72 / 100,00  | 1,87 |
|                         | CDU - Coligação Democrática Unitária            | 597   | 15,90 / 100,00  | 1,41 |
|                         | Bloco de Esquerda                               | 396   | 10,55 / 100,00  | 0,21 |
|                         | Partido Social Democrata                        | 366   | 9,75 / 100,00   | -    |
|                         | CDS – Partido Popular                           | 89    | 2,37 / 100,00   | -    |
|                         | Pessoas–Animais–Natureza                        | 63    | 1,68 / 100,00   | 0,88 |
|                         | CHEGA!                                          | 62    | 1,65 / 100,00   | Novo |
|                         | Partido Comunista dos Trabalhadores Portugueses | 46    | 1,23 / 100,00   | 0,50 |
|                         | Outros (com menos de 1,00%)                     | 96    | 2,56 / 100,00   |      |
| Votos Inválidos         | Votos Inválidos                                 | 135   | 3,60 / 100,00   | 1,41 |
| Total                   | Total                                           | 3 754 | 100,00 / 100,00 |      |
| Eleitorado/Participação | Eleitorado/Participação                         | 7 166 | 52,39 / 100,00  | 7,00 |

| Freguesia                            | %     | %     | %     | %     | %    | %    | %    | %    | Votantes |
| Freguesia                            | PS    | CDU   | BE    | PSD   | CDS  | PAN  | CH   | PCTP | Votantes |
| ------------------------------------ | ----- | ----- | ----- | ----- | ---- | ---- | ---- | ---- | -------- |
| Nossa Senhora da Expectação          | 48,69 | 15,22 | 11,78 | 10,55 | 3,21 | 1,69 | 2,22 | 1,17 | 1 715    |
| Nossa Senhora da Graça dos Degolados | 56,43 | 17,50 | 7,50  | 6,43  | 0    | 1,07 | 1,43 | 0,36 | 280      |
| São João Batista                     | 51,79 | 16,32 | 9,84  | 9,49  | 1,93 | 1,76 | 1,14 | 1,42 | 1 759    |
| Campo Maior                          | 50,72 | 15,90 | 10,55 | 9,75  | 2,37 | 1,68 | 1,65 | 1,23 | 3 754    |

### Castelo de Vide
| Partido                 | Partido                                         | Votos | %               | +/-     |
| ----------------------- | ----------------------------------------------- | ----- | --------------- | ------- |
|                         | Partido Socialista                              | 722   | 42,87 / 100,00  | 0,22    |
|                         | Partido Social Democrata                        | 536   | 31,83 / 100,00  | -       |
|                         | Bloco de Esquerda                               | 118   | 7,01 / 100,00   | 3,74    |
|                         | CDU - Coligação Democrática Unitária            | 85    | 5,05 / 100,00   | 0,70    |
|                         | CDS – Partido Popular                           | 41    | 2,43 / 100,00   | -       |
|                         | Pessoas–Animais–Natureza                        | 32    | 1,90 / 100,00   | 0,74    |
|                         | Partido Comunista dos Trabalhadores Portugueses | 19    | 1,13 / 100,00   | 0,82    |
|                         | Outros (com menos de 1,00%)                     | 52    | 3,08 / 100,00   |         |
| Votos Inválidos         | Votos Inválidos                                 | 79    | 4,69 / 100,00   | Estável |
| Total                   | Total                                           | 1 684 | 100,00 / 100,00 |         |
| Eleitorado/Participação | Eleitorado/Participação                         | 2 752 | 61,19 / 100,00  | 3,27    |

| Freguesia                                | %     | %     | %    | %    | %    | %    | %    | Votantes |
| Freguesia                                | PS    | PSD   | BE   | CDU  | CDS  | PAN  | PCTP | Votantes |
| ---------------------------------------- | ----- | ----- | ---- | ---- | ---- | ---- | ---- | -------- |
| Nossa Senhora da Graça de Póvoa e Meadas | 55,09 | 19,30 | 6,67 | 9,82 | 0,35 | 1,75 | 1,05 | 285      |
| Santa Maria da Devesa                    | 39,93 | 34,33 | 7,34 | 4,85 | 3,48 | 1,99 | 1,00 | 804      |
| Santiago Maior                           | 42,86 | 37,66 | 5,19 | 1,30 | 3,90 | 1,95 | 0,65 | 154      |
| São João Batista                         | 40,36 | 33,33 | 7,26 | 3,63 | 1,36 | 1,81 | 1,59 | 441      |
| Castelo de Vide                          | 42,87 | 31,83 | 7,01 | 5,05 | 2,43 | 1,90 | 1,13 | 1 684    |

### Crato
| Partido                 | Partido                                         | Votos | %               | +/-  |
| ----------------------- | ----------------------------------------------- | ----- | --------------- | ---- |
|                         | Partido Socialista                              | 859   | 47,51 / 100,00  | 1,92 |
|                         | Partido Social Democrata                        | 376   | 20,80 / 100,00  | -    |
|                         | CDU - Coligação Democrática Unitária            | 179   | 9,90 / 100,00   | 1,25 |
|                         | Bloco de Esquerda                               | 142   | 7,85 / 100,00   | 0,78 |
|                         | CDS – Partido Popular                           | 55    | 3,04 / 100,00   | -    |
|                         | Partido Comunista dos Trabalhadores Portugueses | 35    | 1,94 / 100,00   | 0,15 |
|                         | CHEGA!                                          | 23    | 1,27 / 100,00   | Novo |
|                         | Pessoas–Animais–Natureza                        | 20    | 1,11 / 100,00   | 0,61 |
|                         | Outros (com menos de 1,00%)                     | 52    | 2,87 / 100,00   |      |
| Votos Inválidos         | Votos Inválidos                                 | 67    | 3,70 / 100,00   | 0,22 |
| Total                   | Total                                           | 1 808 | 100,00 / 100,00 |      |
| Eleitorado/Participação | Eleitorado/Participação                         | 3 052 | 59,24 / 100,00  | 3,27 |

| Freguesia                                     | %     | %     | %     | %    | %    | %    | %    | %    | Votantes |
| Freguesia                                     | PS    | PSD   | CDU   | BE   | CDS  | PCTP | CH   | PAN  | Votantes |
| --------------------------------------------- | ----- | ----- | ----- | ---- | ---- | ---- | ---- | ---- | -------- |
| Aldeia da Mata                                | 45,27 | 30,35 | 7,96  | 3,48 | 5,47 | 2,99 | 0    | 0,50 | 201      |
| Crato e Mártires, Flor da Rosa e Vale do Peso | 45,18 | 21,17 | 9,83  | 9,36 | 3,21 | 1,23 | 1,32 | 1,70 | 1 058    |
| Gáfete                                        | 53,63 | 16,04 | 10,53 | 6,52 | 2,26 | 2,51 | 2,26 | 0,25 | 399      |
| Monte da Pedra                                | 50,67 | 18,00 | 11,33 | 6,67 | 0,67 | 4,00 | 0    | 0    | 150      |
| Crato                                         | 47,51 | 20,80 | 9,90  | 7,85 | 3,04 | 1,94 | 1,27 | 1,11 | 1 808    |

### Elvas
| Partido                 | Partido                              | Votos  | %               | +/-  |
| ----------------------- | ------------------------------------ | ------ | --------------- | ---- |
|                         | Partido Socialista                   | 3 853  | 45,68 / 100,00  | 0,81 |
|                         | Partido Social Democrata             | 1 573  | 18,65 / 100,00  | -    |
|                         | Bloco de Esquerda                    | 734    | 8,70 / 100,00   | 2,13 |
|                         | CDS – Partido Popular                | 538    | 6,38 / 100,00   | -    |
|                         | CDU - Coligação Democrática Unitária | 456    | 5,41 / 100,00   | 1,56 |
|                         | CHEGA!                               | 381    | 4,52 / 100,00   | Novo |
|                         | Pessoas–Animais–Natureza             | 162    | 1,92 / 100,00   | 1,06 |
|                         | Outros (com menos de 1,00%)          | 398    | 4,72 / 100,00   |      |
| Votos Inválidos         | Votos Inválidos                      | 340    | 4,04 / 100,00   | 0,78 |
| Total                   | Total                                | 8 435  | 100,00 / 100,00 |      |
| Eleitorado/Participação | Eleitorado/Participação              | 19 082 | 44,20 / 100,00  | 4,93 |

| Freguesia                                   | %     | %     | %    | %    | %     | %     | %    | Votantes |
| Freguesia                                   | PS    | PSD   | BE   | CDS  | CDU   | CH    | PAN  | Votantes |
| ------------------------------------------- | ----- | ----- | ---- | ---- | ----- | ----- | ---- | -------- |
| Assunção, Ajuda, Salvador e Santo Ildefonso | 39,15 | 24,76 | 8,77 | 7,66 | 4,17  | 4,49  | 2,31 | 3 719    |
| Barbacena e Vila Fernando                   | 45,01 | 16,52 | 7,98 | 6,27 | 11,11 | 1,42  | 0,85 | 351      |
| Caia, São Pedro e Alcáçova                  | 52,77 | 11,85 | 9,58 | 4,82 | 4,82  | 5,04  | 2,38 | 1 806    |
| Santa Eulália                               | 60,30 | 13,23 | 6,29 | 4,34 | 6,94  | 1,52  | 1,08 | 461      |
| São Brás e São Lourenço                     | 51,30 | 19,42 | 6,23 | 6,67 | 2,61  | 3,33  | 1,30 | 690      |
| São Vicente e Ventosa                       | 51,19 | 8,04  | 8,93 | 4,46 | 8,04  | 11,90 | 0,60 | 336      |
| Terrugem e Vila Boim                        | 44,96 | 14,74 | 9,79 | 5,88 | 9,14  | 4,48  | 1,31 | 1 072    |
| Elvas                                       | 45,68 | 18,65 | 8,70 | 6,38 | 5,41  | 4,52  | 1,92 | 8 435    |

### Fronteira
| Partido                 | Partido                              | Votos | %               | +/-  |
| ----------------------- | ------------------------------------ | ----- | --------------- | ---- |
|                         | Partido Socialista                   | 752   | 46,13 / 100,00  | 1,94 |
|                         | Partido Social Democrata             | 374   | 22,94 / 100,00  | -    |
|                         | CDU - Coligação Democrática Unitária | 142   | 8,71 / 100,00   | 1,66 |
|                         | Bloco de Esquerda                    | 113   | 6,93 / 100,00   | 1,59 |
|                         | CDS – Partido Popular                | 66    | 4,05 / 100,00   | -    |
|                         | CHEGA!                               | 42    | 2,58 / 100,00   | Novo |
|                         | Pessoas–Animais–Natureza             | 20    | 1,23 / 100,00   | 0,85 |
|                         | Outros (com menos de 1,00%)          | 52    | 3,19 / 100,00   |      |
| Votos Inválidos         | Votos Inválidos                      | 69    | 4,23 / 100,00   | 1,03 |
| Total                   | Total                                | 1 630 | 100,00 / 100,00 |      |
| Eleitorado/Participação | Eleitorado/Participação              | 2 691 | 60,57 / 100,00  | 5,10 |

| Freguesia      | %     | %     | %     | %    | %    | %    | %    | Votantes |
| Freguesia      | PS    | PSD   | CDU   | BE   | CDS  | CH   | PAN  | Votantes |
| -------------- | ----- | ----- | ----- | ---- | ---- | ---- | ---- | -------- |
| Cabeço de Vide | 47,30 | 17,28 | 12,31 | 7,13 | 4,10 | 2,16 | 2,16 | 463      |
| Fronteira      | 45,45 | 25,79 | 5,93  | 7,31 | 4,25 | 2,87 | 0,89 | 1 012    |
| São Saturnino  | 47,10 | 21,29 | 16,13 | 3,87 | 2,58 | 1,94 | 0,65 | 155      |
| Fronteira      | 46,13 | 22,94 | 8,71  | 6,93 | 4,05 | 2,58 | 1,23 | 1 630    |

### Gavião
| Partido                 | Partido                                         | Votos | %               | +/-  |
| ----------------------- | ----------------------------------------------- | ----- | --------------- | ---- |
|                         | Partido Socialista                              | 1 050 | 53,52 / 100,00  | 0,50 |
|                         | Partido Social Democrata                        | 286   | 14,58 / 100,00  | -    |
|                         | CDU - Coligação Democrática Unitária            | 168   | 8,56 / 100,00   | 0,98 |
|                         | Bloco de Esquerda                               | 155   | 7,90 / 100,00   | 0,55 |
|                         | Pessoas–Animais–Natureza                        | 46    | 2,34 / 100,00   | 1,63 |
|                         | CDS – Partido Popular                           | 44    | 2,24 / 100,00   | -    |
|                         | CHEGA!                                          | 41    | 2,09 / 100,00   | Novo |
|                         | Partido Comunista dos Trabalhadores Portugueses | 35    | 1,78 / 100,00   | 0,09 |
|                         | Outros (com menos de 1,00%)                     | 60    | 3,06 / 100,00   |      |
| Votos Inválidos         | Votos Inválidos                                 | 77    | 3,92 / 100,00   | 1,55 |
| Total                   | Total                                           | 1 962 | 100,00 / 100,00 |      |
| Eleitorado/Participação | Eleitorado/Participação                         | 3 277 | 59,87 / 100,00  | 6,55 |

| Freguesia        | %     | %     | %     | %     | %    | %    | %    | %    | Votantes |
| Freguesia        | PS    | PSD   | CDU   | BE    | PAN  | CDS  | CH   | PCTP | Votantes |
| ---------------- | ----- | ----- | ----- | ----- | ---- | ---- | ---- | ---- | -------- |
| Belver           | 66,29 | 11,80 | 8,71  | 5,34  | 0    | 0,28 | 0,28 | 2,53 | 356      |
| Comenda          | 52,90 | 10,83 | 13,60 | 5,79  | 2,02 | 2,02 | 2,02 | 2,52 | 397      |
| Gavião e Atalaia | 49,04 | 18,31 | 5,31  | 9,04  | 3,62 | 3,50 | 2,82 | 1,02 | 885      |
| Margem           | 52,47 | 12,04 | 11,11 | 10,19 | 2,16 | 0,93 | 2,16 | 2,16 | 324      |
| Gavião           | 53,52 | 14,58 | 8,56  | 7,90  | 2,34 | 2,24 | 2,09 | 1,78 | 1 962    |

### Marvão
| Partido                 | Partido                              | Votos | %               | +/-  |
| ----------------------- | ------------------------------------ | ----- | --------------- | ---- |
|                         | Partido Socialista                   | 740   | 47,62 / 100,00  | 5,95 |
|                         | Partido Social Democrata             | 434   | 27,93 / 100,00  | -    |
|                         | Bloco de Esquerda                    | 97    | 6,24 / 100,00   | 2,00 |
|                         | CDU - Coligação Democrática Unitária | 58    | 3,73 / 100,00   | 0,04 |
|                         | CDS – Partido Popular                | 46    | 2,96 / 100,00   | -    |
|                         | Pessoas–Animais–Natureza             | 28    | 1,80 / 100,00   | 0,99 |
|                         | CHEGA!                               | 22    | 1,42 / 100,00   | Novo |
|                         | Outros (com menos de 1,00%)          | 57    | 3,66 / 100,00   |      |
| Votos Inválidos         | Votos Inválidos                      | 72    | 4,64 / 100,00   | 0,14 |
| Total                   | Total                                | 1 554 | 100,00 / 100,00 |      |
| Eleitorado/Participação | Eleitorado/Participação              | 2 765 | 56,20 / 100,00  | 3,28 |

| Freguesia                | %     | %     | %     | %    | %    | %    | %    | Votantes |
| Freguesia                | PS    | PSD   | BE    | CDU  | CDS  | PAN  | CH   | Votantes |
| ------------------------ | ----- | ----- | ----- | ---- | ---- | ---- | ---- | -------- |
| Beirã                    | 50,00 | 23,58 | 10,85 | 3,30 | 2,36 | 1,89 | 0,94 | 212      |
| Santa Maria de Marvão    | 50,00 | 23,37 | 5,43  | 2,17 | 2,72 | 4,89 | 2,17 | 184      |
| Santo António das Areias | 53,77 | 24,53 | 6,04  | 4,34 | 1,70 | 0,94 | 1,13 | 530      |
| São Salvador da Aramenha | 40,92 | 33,60 | 5,10  | 3,82 | 4,30 | 1,59 | 1,59 | 628      |
| Marvão                   | 47,62 | 27,93 | 6,24  | 3,73 | 2,96 | 1,80 | 1,42 | 1 554    |

### Monforte
| Partido                 | Partido                                         | Votos | %               | +/-  |
| ----------------------- | ----------------------------------------------- | ----- | --------------- | ---- |
|                         | Partido Socialista                              | 609   | 43,13 / 100,00  | 2,91 |
|                         | Partido Social Democrata                        | 241   | 17,07 / 100,00  | -    |
|                         | CDU - Coligação Democrática Unitária            | 220   | 15,58 / 100,00  | 0,09 |
|                         | Bloco de Esquerda                               | 99    | 7,01 / 100,00   | 0,43 |
|                         | CDS – Partido Popular                           | 77    | 5,45 / 100,00   | -    |
|                         | CHEGA!                                          | 65    | 4,60 / 100,00   | Novo |
|                         | Partido Comunista dos Trabalhadores Portugueses | 22    | 1,56 / 100,00   | 0,56 |
|                         | Pessoas–Animais–Natureza                        | 16    | 1,13 / 100,00   | 0,83 |
|                         | Outros (com menos de 1,00%)                     | 23    | 1,63 / 100,00   |      |
| Votos Inválidos         | Votos Inválidos                                 | 40    | 2,83 / 100,00   | 0,77 |
| Total                   | Total                                           | 1 412 | 100,00 / 100,00 |      |
| Eleitorado/Participação | Eleitorado/Participação                         | 2 584 | 54,64 / 100,00  | 5,67 |

| Freguesia    | %     | %     | %     | %    | %    | %    | %    | %    | Votantes |
| Freguesia    | PS    | PSD   | CDU   | BE   | CDS  | CH   | PCTP | PAN  | Votantes |
| ------------ | ----- | ----- | ----- | ---- | ---- | ---- | ---- | ---- | -------- |
| Assumar      | 43,88 | 9,70  | 25,32 | 8,02 | 5,49 | 2,11 | 2,11 | 1,27 | 237      |
| Monforte     | 39,42 | 24,04 | 12,66 | 5,29 | 7,05 | 4,49 | 1,60 | 0,96 | 624      |
| Santo Aleixo | 49,81 | 10,19 | 14,34 | 7,55 | 3,40 | 6,04 | 1,51 | 0,75 | 265      |
| Vaiamonte    | 44,41 | 14,34 | 15,03 | 9,44 | 3,85 | 5,59 | 1,05 | 1,75 | 286      |
| Monforte     | 43,13 | 17,07 | 15,58 | 7,01 | 5,45 | 4,60 | 1,56 | 1,13 | 1 412    |

### Nisa
| Partido                 | Partido                                         | Votos | %               | +/-  |
| ----------------------- | ----------------------------------------------- | ----- | --------------- | ---- |
|                         | Partido Socialista                              | 1 578 | 48,51 / 100,00  | 5,62 |
|                         | Partido Social Democrata                        | 624   | 19,18 / 100,00  | -    |
|                         | CDU - Coligação Democrática Unitária            | 360   | 11,07 / 100,00  | 0,86 |
|                         | Bloco de Esquerda                               | 212   | 6,52 / 100,00   | 0,43 |
|                         | CDS – Partido Popular                           | 109   | 3,35 / 100,00   | -    |
|                         | CHEGA!                                          | 72    | 2,21 / 100,00   | Novo |
|                         | Pessoas–Animais–Natureza                        | 48    | 1,48 / 100,00   | 0,60 |
|                         | Partido Comunista dos Trabalhadores Portugueses | 45    | 1,38 / 100,00   | 0,53 |
|                         | Outros (com menos de 1,00%)                     | 63    | 1,93 / 100,00   |      |
| Votos Inválidos         | Votos Inválidos                                 | 142   | 4,37 / 100,00   | 0,86 |
| Total                   | Total                                           | 3 253 | 100,00 / 100,00 |      |
| Eleitorado/Participação | Eleitorado/Participação                         | 5 869 | 55,43 / 100,00  | 4,93 |

| Freguesia                                          | %     | %     | %     | %    | %    | %    | %    | %    | Votantes |
| Freguesia                                          | PS    | PSD   | CDU   | BE   | CDS  | CH   | PAN  | PCTP | Votantes |
| -------------------------------------------------- | ----- | ----- | ----- | ---- | ---- | ---- | ---- | ---- | -------- |
| Alpalhão                                           | 44,79 | 25,10 | 7,53  | 4,83 | 5,60 | 2,70 | 1,35 | 1,54 | 518      |
| Arez e Amieira do Tejo                             | 50,66 | 14,54 | 12,78 | 7,93 | 1,32 | 1,76 | 3,52 | 2,20 | 227      |
| Espírito Santo, Nossa Senhora da Graça e São Simão | 47,40 | 19,59 | 11,37 | 7,64 | 3,15 | 2,76 | 1,22 | 0,83 | 1 557    |
| Montalvão                                          | 58,60 | 13,61 | 11,24 | 4,73 | 0,59 | 0    | 2,37 | 1,18 | 169      |
| Santana                                            | 56,38 | 7,45  | 18,09 | 4,79 | 0,53 | 0,53 | 1,06 | 3,72 | 188      |
| São Matias                                         | 46,32 | 27,94 | 10,29 | 5,15 | 2,94 | 0    | 0,74 | 2,21 | 136      |
| Tolosa                                             | 49,78 | 17,69 | 10,48 | 5,68 | 4,80 | 2,18 | 1,53 | 1,53 | 458      |
| Nisa                                               | 48,51 | 19,18 | 11,07 | 6,52 | 3,35 | 2,21 | 1,48 | 1,38 | 3 253    |

### Ponte de Sôr
| Partido                 | Partido                                         | Votos  | %               | +/-  |
| ----------------------- | ----------------------------------------------- | ------ | --------------- | ---- |
|                         | Partido Socialista                              | 3 164  | 43,76 / 100,00  | 3,24 |
|                         | CDU - Coligação Democrática Unitária            | 1 131  | 15,64 / 100,00  | 3,18 |
|                         | Partido Social Democrata                        | 1 098  | 15,19 / 100,00  | -    |
|                         | Bloco de Esquerda                               | 679    | 9,39 / 100,00   | 0,49 |
|                         | CDS – Partido Popular                           | 208    | 2,88 / 100,00   | -    |
|                         | CHEGA!                                          | 198    | 2,74 / 100,00   | Novo |
|                         | Partido Comunista dos Trabalhadores Portugueses | 132    | 1,83 / 100,00   | 0,20 |
|                         | Pessoas–Animais–Natureza                        | 117    | 1,62 / 100,00   | 0,90 |
|                         | Outros (com menos de 1,00%)                     | 187    | 2,59 / 100,00   |      |
| Votos Inválidos         | Votos Inválidos                                 | 316    | 4,37 / 100,00   | 1,08 |
| Total                   | Total                                           | 7 230  | 100,00 / 100,00 |      |
| Eleitorado/Participação | Eleitorado/Participação                         | 14 056 | 51,44 / 100,00  | 4,23 |

| Freguesia                            | %     | %     | %     | %     | %    | %    | %    | %    | Votantes |
| Freguesia                            | PS    | CDU   | PSD   | BE    | CDS  | CH   | PCTP | PAN  | Votantes |
| ------------------------------------ | ----- | ----- | ----- | ----- | ---- | ---- | ---- | ---- | -------- |
| Foros de Arrão                       | 36,97 | 37,44 | 5,92  | 7,35  | 2,84 | 1,66 | 2,37 | 0,95 | 422      |
| Galveias                             | 39,54 | 19,39 | 13,31 | 8,94  | 3,42 | 2,85 | 3,42 | 1,14 | 526      |
| Longomel                             | 59,85 | 13,87 | 6,20  | 9,31  | 0,73 | 1,82 | 2,55 | 1,09 | 548      |
| Montargil                            | 34,03 | 29,11 | 15,50 | 6,49  | 3,04 | 1,36 | 2,20 | 1,47 | 955      |
| Ponte de Sor, Tramaga e Vale de Açor | 44,93 | 10,82 | 17,18 | 10,21 | 3,03 | 3,20 | 1,44 | 1,82 | 4 779    |
| Ponte de Sor                         | 43,76 | 15,64 | 15,19 | 9,39  | 2,88 | 2,74 | 1,83 | 1,62 | 7 230    |

### Portalegre
| Partido                 | Partido                              | Votos  | %               | +/-  |
| ----------------------- | ------------------------------------ | ------ | --------------- | ---- |
|                         | Partido Socialista                   | 4 949  | 43,35 / 100,00  | 2,83 |
|                         | Partido Social Democrata             | 2 922  | 25,59 / 100,00  | -    |
|                         | Bloco de Esquerda                    | 916    | 8,02 / 100,00   | 1,77 |
|                         | CDU - Coligação Democrática Unitária | 651    | 5,70 / 100,00   | 0,81 |
|                         | CDS – Partido Popular                | 429    | 3,76 / 100,00   | -    |
|                         | CHEGA!                               | 331    | 2,90 / 100,00   | Novo |
|                         | Pessoas–Animais–Natureza             | 202    | 1,77 / 100,00   | 0,71 |
|                         | Outros (com menos de 1,00%)          | 470    | 4,11 / 100,00   |      |
| Votos Inválidos         | Votos Inválidos                      | 547    | 4,79 / 100,00   | 0,60 |
| Total                   | Total                                | 11 417 | 100,00 / 100,00 |      |
| Eleitorado/Participação | Eleitorado/Participação              | 20 376 | 56,03 / 100,00  | 3,99 |

| Freguesia                   | %     | %     | %    | %    | %    | %    | %    | Votantes |
| Freguesia                   | PS    | PSD   | BE   | CDU  | CDS  | CH   | PAN  | Votantes |
| --------------------------- | ----- | ----- | ---- | ---- | ---- | ---- | ---- | -------- |
| Alagoa                      | 43,92 | 32,43 | 7,43 | 4,05 | 3,04 | 1,69 | 0,68 | 296      |
| Alegrete                    | 49,58 | 29,44 | 5,28 | 2,22 | 3,33 | 1,67 | 0,56 | 720      |
| Fortios                     | 42,15 | 24,78 | 7,96 | 8,52 | 2,47 | 2,35 | 1,79 | 892      |
| Reguengo e São Julião       | 37,55 | 33,84 | 7,21 | 2,84 | 2,62 | 2,18 | 1,75 | 458      |
| Ribeira de Nisa e Carreiras | 37,57 | 32,07 | 6,53 | 5,04 | 4,93 | 3,09 | 2,06 | 873      |
| Sé e São Lourenço           | 43,00 | 24,44 | 8,34 | 6,07 | 3,98 | 3,20 | 1,97 | 7 311    |
| Urra                        | 50,98 | 19,72 | 9,80 | 5,31 | 3,23 | 2,54 | 1,15 | 867      |
| Portalegre                  | 43,35 | 25,59 | 8,02 | 5,70 | 3,76 | 2,90 | 1,77 | 11 417   |

### Sousel
| Partido                 | Partido                                         | Votos | %               | +/-  |
| ----------------------- | ----------------------------------------------- | ----- | --------------- | ---- |
|                         | Partido Socialista                              | 943   | 41,41 / 100,00  | 7,58 |
|                         | Partido Social Democrata                        | 556   | 24,42 / 100,00  | -    |
|                         | CDU - Coligação Democrática Unitária            | 283   | 12,43 / 100,00  | 5,39 |
|                         | Bloco de Esquerda                               | 152   | 6,68 / 100,00   | 1,50 |
|                         | CDS – Partido Popular                           | 60    | 2,64 / 100,00   | -    |
|                         | CHEGA!                                          | 46    | 2,02 / 100,00   | Novo |
|                         | Partido Comunista dos Trabalhadores Portugueses | 38    | 1,67 / 100,00   | 1,11 |
|                         | Pessoas–Animais–Natureza                        | 30    | 1,32 / 100,00   | 0,76 |
|                         | Outros (com menos de 1,00%)                     | 63    | 2,77 / 100,00   |      |
| Votos Inválidos         | Votos Inválidos                                 | 106   | 4,66 / 100,00   | 1,24 |
| Total                   | Total                                           | 2 277 | 100,00 / 100,00 |      |
| Eleitorado/Participação | Eleitorado/Participação                         | 3 395 | 57,87 / 100,00  | 5,20 |

| Freguesia   | %     | %     | %     | %    | %    | %    | %    | %    | Votantes |
| Freguesia   | PS    | PSD   | CDU   | BE   | CDS  | CH   | PCTP | PAN  | Votantes |
| ----------- | ----- | ----- | ----- | ---- | ---- | ---- | ---- | ---- | -------- |
| Cano        | 48,61 | 18,18 | 9,28  | 8,16 | 3,53 | 1,67 | 0,74 | 1,67 | 539      |
| Casa Branca | 39,14 | 20,41 | 19,66 | 4,68 | 2,06 | 1,87 | 3,93 | 0,94 | 534      |
| Santo Amaro | 41,76 | 27,65 | 12,65 | 6,76 | 1,47 | 1,76 | 1,47 | 0,29 | 340      |
| Sousel      | 38,19 | 29,51 | 9,84  | 6,94 | 2,89 | 2,43 | 0,93 | 1,74 | 864      |
| Sousel      | 41,41 | 24,42 | 12,43 | 6,68 | 2,64 | 2,02 | 1,67 | 1,32 | 2 277    |